# The Food Album
The Food Album è una raccolta di "Weird Al" Yankovic edito nel 1993.

## Tracce
1. Fat - 3:36
2. Lasagna - 2:44
3. Addicted to Spuds - 3:50
4. I Love Rocky Road - 2:34
5. Spam - 2:59
6. Eat It - 3:17
7. The White Stuff - 2:43
8. My Bologna - 2:00
9. Taco Grande - 3:44
10. The Theme from Rocky XIII (The Rye or the Kaiser) - 3:30

## Musicisti
- "Weird Al" Yankovic - fisarmonica, tastiera, cantante
- Steve Jay - basso
- Jim West - chitarra
- Jon "Bermuda" Schwartz - batteria